# Liste der chinesischen Botschafter in Albanien
Die Liste der chinesischen Botschafter in Albanien enthält sämtliche Leiter der diplomatischen Vertretung der Volksrepublik China in Tirana.
Der Botschafter der Volksrepublik China residiert an der Skanderbeg-Straße 57 in Tirana.
| Ernennung | Name                      | Bemerkungen | ernannt während der Regierung von | akkreditiert von | Posten verlassen |
| --------- | ------------------------- | --- | --------------------------------- | ---------------- | ---------------- |
| Sep. 1954 | Xu Yixin 徐以新           | Mai 1958–1962 Februar: Botschafter in Oslo; Mai 1962–Dezember 1965: Botschafter in Damaskus; August 1979–April 1982: Botschafter in Islamabad                                         | Mao Zedong                        | Haxhi Lleshi     | Mai 1957         |
| Juni 1957 | Xu Jianguo 罗士高         | 1959–1964: Botschafter in Bukarest | Mao Zedong                        | Haxhi Lleshi     | Juli 1964        |
| Sep. 1964 | Xu Jianguo 许建国         | | Liu Shaoqi                        | Haxhi Lleshi     | Jan. 1967        |
| Apr. 1967 | Liu Xiao 刘晓             | 1955–1962: Botschafter in Moskau | Liu Shaoqi                        | Haxhi Lleshi     | Sep. 1967        |
| Mai 1969  | Geng Biao 耿飚            | 1950–1955: Botschafter in Kopenhagen; 1950–1956: Botschafter in Stockholm; 1951–1954: Botschafter in Helsinki; 1956–1959: Botschafter in Islamabad, 1963–1967: Botschafter in Rangun  | Dong Biwu                         | Haxhi Lleshi     | Jan. 1971        |
| Feb. 1971 | Liu Zhenhua 刘振华 (上将) | | Dong Biwu                         | Haxhi Lleshi     | Mai 1976         |
| Sep. 1976 | Liu Xinquan 刘新权        | 1970–1976: Botschafter in Moskau | Song Qingling                     | Haxhi Lleshi     | Mai 1979         |
| Apr. 1979 | Wen Ning 温宁             | | Ye Jianying                       | Haxhi Lleshi     | Juni 1983        |
| Sep. 1983 | Xi Zhaoming 郗照明        | 1992–1995: Botschafter in Duschanbe | Li Xiannian                       | Ramiz Alia       | Juli 1986        |
| Sep. 1986 | Fan Chengzuo 范承祚       | | Li Xiannian                       | Ramiz Alia       | Okt. 1989        |
| Nov. 1989 | Gu Maoxuan 顾懋萱         | Botschafterin | Yang Shangkun                     | Ramiz Alia       | Nov. 1992        |
| Mai 1993  | Tao Miaofa 陶苗发         | 1996: Botschafter in Bratislava | Jiang Zemin                       | Sali Berisha     | Feb. 1996        |
| März 1996 | Ma Weimao 马维茂          | | Jiang Zemin                       | Sali Berisha     | Okt. 1999        |
| Nov. 1999 | Left Furong 左福荣        | | Jiang Zemin                       | Rexhep Meidani   | Nov. 2001        |
| Dez. 2001 | Tian Changchun 田长春     | (* März 1954 in Jilin), trat 1976 in den auswärtigen Dienst; 2000–2001: Generalkonsul in Danzig; 2007–2010 Außenministerium Abteilung Eurasien; seit März 2010 Botschafter in Jerewan | Jiang Zemin                       | Rexhep Meidani   | Sep. 2007        |
| Nov. 2007 | Wang Junling 王俊岭       | | Hu Jintao                         | Bamir Topi       | Nov. 2011        |
| Nov. 2011 | Ye Hao 叶皓               | | Hu Jintao                         | Bamir Topi       | Mär. 2015        |
| Mär. 2015 | Jiang Yu 姜瑜             | 2006 – 2012 Pressesprecherin des Außenministeriums | Xi Jinping                        | Bujar Nishani    | Dez. 2018        |
| Jan. 2019 | Zhou Ding 周鼎            | | Xi Jinping                        | Ilir Meta        |                  |